# New Guinea thuộc Đức
New Guinea thuộc Đức (tiếng Đức: Deutsch-Neuguinea) là thuộc địa đầu tiên của Đế quốc thực dân Đức. Nó là một phần lãnh thổ của Đức từ năm 1884 cho đến năm 1914 khi nó rơi vào tay Úc sau khi cuộc Chiến tranh thế giới thứ nhất bùng nổ. Nó bao gồm phần đông bắc của New Guinea và một số nhóm đảo gần đó. Phần đất liền của Đức Tân Guinea và các đảo lân cận của quần đảo Bismarck nay là một phần của Papua New Guinea.